# Tham Phannara (huyện)
Tham Phannara (tiếng Thái: ถ้ำพรรณรา) là một huyện (amphoe) của tỉnh Nakhon Si Thammarat, miền nam Thái Lan.

## Địa lý
Các huyện giáp ranh (từ phía đông theo chiều kim đồng hồ) là Chawang và Thung Yai của Nakhon Si Thammarat, và Phrasaeng và Wiang Sa của tỉnh Surat Thani.

## Lịch sử
Huyện được lập làm tiểu huyện (King Amphoe) ngày 1 tháng 4 năm 1990, khi hai tambon Tham Phannara và Khlong Se đã được tách ra từ huyện Chawang. Ngày 7 tháng 9 năm 1995, tiểu huyện được nâng thành huyện.

## Hành chính
Huyện này được chia thành 3 phó huyện (tambon), các đơn vị này lại được chia ra thành 29 làng (muban). Không có khu vực thành thị, có 3 Tổ chức hành chính tambon.
| \| STT \| Tên \| Tên tiếng Thái \| Số làng \| Dân số \| \| \| --- \| ------------- \| -------------- \| ------- \| ------ \| \| \| 1. \| Tham Phannara \| ถ้ำพรรณรา \| 10 \| 7.119 \| \| \| 2. \| Khlong Se \| คลองเส \| 8 \| 3.977 \| \| \| 3. \| Dusit \| ดุสิต \| 11 \| 6.219 \| \| | Map of Tambon |                |         |        |  |
| STT | Tên           | Tên tiếng Thái | Số làng | Dân số |  |
| 1. | Tham Phannara | ถ้ำพรรณรา       | 10      | 7.119  |  |
| 2. | Khlong Se     | คลองเส         | 8       | 3.977  |  |
| 3. | Dusit         | ดุสิต            | 11      | 6.219  |  |